# Sylvia Leuchovius
Sylvia Leuchovius, född 29 mars 1915 i Småland, död 31 mars 2003 i Alingsås, var en svensk konstnär, keramiker och formgivare.

## Biografi
Sylvia Leuchovius var tidigt intresserad av teckning och mode och ville bli modetecknare eller konstnär. Hon utbildade sig dock till sömmerska och sökte först som 30-åring till linjen "Dekorativ konst och grafik" på Slöjdföreningens skola, nuvarande HDK, i Göteborg. Efter examen rekommenderade skolans rektor henne till Rörstrand där hon 1949 fick arbete som konstnär, med främsta uppgift att skapa dekorer. 
Hon kom dock att främst arbeta med en exklusiv produktion av väggplattor och flintgodsbrickor med keramiska stilleben. Hon gjorde även offentliga utsmyckningar. Tillsammans med de övriga Rörstrandskonstnärerna ställdes hennes verk ut på biennenaler och museer både utomlands och i Sverige. Hon ritade kaffeservisen Select (1955), samt servisdekorerna Toscana, Paljette. 
Leuchovius första soloutställning skedde i Stockholm 1962. Hon utvecklade sin keramik i skulptural riktning och sextiotalet kom att bli hennes keramiska höjpunkt med flera starka utställningar, bland annat i Stockholm 1966, Faenza i Italien 1968 och Alingsås 1969. 
Sylvia Leuchovius sades upp 1971 tillsammans med de övriga konstnärerna på Rörstrand, men redan 1972 fick hon ett frilanskontrakt som gav henne arbetsperioder på fabriken. Till Rörstrands 250-årsjubileum 1976 ritade hon dekoren Sylvia på Marianne Westmans servisgods. Hon gick i pension samma år, bosatte sig åter i Alingsås och utvecklade sitt tavelmåleri fram till sin död i mars 2003.
Leuchovius är mest känd för sin produktion av stengods med skimrande glasyrer, engobe och relief, ofta med mönster av små handrullade kulor på ytorna. 
Hennes poetiska motivvärld kretsade kring växter, fåglar och barn har beskrivits som poesi i lera och färg. 
Sylvia Leuchovius är begravd på Stadskyrkogården i Alingsås.